# West Goshen (California)
West Goshen es un lugar designado por el censo ubicado en el condado de Tulare en el estado estadounidense de California. En el año 2010 tenía una población de 511 habitantes.

## Geografía
West Goshen se encuentra ubicado en las coordenadas 36°20′57.26″N 119°27′26.71″O / 36.3492389, -119.4574194.

## Historia
Las tierras de Goshen fueron compradas en 1681 a William Penn como parte de la zona galesa de Westtown. En 1704, Goshen y Westtown se habían convertido en municipios separados. En 1788, la formación del municipio de West Chester redujo el tamaño de Goshen. Finalmente, en 1817, el municipio se dividió en los municipios de Goshen Este y Oeste. En el momento del censo de 1820, la población de West Goshen ascendía a 757 habitantes.